# Adolf Kleinlogel
Adolf Kleinlogel (* 16. Dezember 1877 in Wildbad; † 17. Juni 1958 in Darmstadt) war ein deutscher Bauingenieur und Hochschullehrer. Er gilt als einer der Pioniere bei der Erforschung des Stahlbetons.

## Leben
Adolf Georg Oscar Kleinlogel wurde im Dezember 1877 als Sohn des Fabrikdirektors Oskar Kleinlogel und seiner Ehefrau Marie Schönleber in Wildbad geboren. Nach dem Abitur arbeitete Kleinlogel ein Jahr lang in einer Maschinenfabrik in Geislingen. Anschließend begann er ein Maschinenbaustudium an der TH Stuttgart. Während des Studiums wurde er Mitglied der Burschenschaft Alemannia Stuttgart. Nach dem Staatsexamen und dem Militärdienst beschäftigte er sich mit Eisenbeton wurde Carl von Bachs Assistent an der Materialprüfanstalt in Stuttgart. Mit seinen Untersuchungen zusammen mit Emil Mörsch und Otto Graf von armiertem Beton auf Biegung, Druck und Zug leistete er theoretische und praktische Pionierarbeit.
Kleinlogel folgte 1904 Mörsch in die Wayss & Freytag AG in Neustadt an der Haardt, in der er bis zum Oberingenieur aufstieg.
1910 wurde er an der TH Dresden zum Thema „Über das Wesen und die wahre Größe des Verbundes zwischen Eisen und Beton“ promoviert und habilitierte sich 1912 an der TH Darmstadt mit einer Arbeit „Über neuere Versuche mit umschnürtem Beton“. Damit einher ging die Position eines Privatdozenten an der TH Darmstadt. In Darmstadt ließ er sich auch nieder und gründete ein Ingenieurbüro.
Im Ersten Weltkrieg war er Offizier und baute erste Stahlbeton-Unterstände.
Von 1922 bis 1943 leitete er die Zeitschrift Eisen und Beton, er folgte darin seinem Freund Friedrich Ignaz von Emperger. Außerdem gründete und leitete er die Bauzeitschrift Bautenschutz bis 1942.
Durch Reisen als Gutachter und Sachverständiger bereiste er Europa, die Sowjetunion und Nord- und Südamerika. Aus den USA transferierte er Erfahrungen im Betonstraßenbau nach Deutschland.
Seine Formelsammlung Rahmenformeln erfuhr seit 1914 bisher 17 Auflagen (1993).
1919 erhielt Kleinlogel den Professorentitel zuerkannt. 1925 wurde er zum außerplanmäßiger Professor ernannt. Er hielt insbesondere Vorlesungen über Anwendungen des Eienbetonbaus. Diese Position hatte er bis 1935 inne. Im Herbst 1936 wurde Kleinlogel aus politischen Gründen entlassen, weil er in seinem Ingenieurbüro einen ausländischen Staatsbürger jüdischen Glaubens beschäftigt hatte. Kleinlogel war durch einen Artikel im Stürmer im April 1936 mit dem Titel „Der Professor und sein Hausjude“ heftig attackiert worden.   
Ab 1947 war er erneut als außerplanmäßiger Professor an der TH Darmstadt tätig.
Sein Onkel ist der Maler Gustav Schönleber.
Kleinlogel starb im Alter von 80 Jahren in Darmstadt. Er war seit 1905 mit Else Henninger verheiratet.

## Ehrung
- 1947: Ehrenbürger von Bad Wildbad
- 1951: Emil-Mörsch-Gedenkmünze
- 1954: Bundesverdienstkreuz 1. Klasse

## Nachweise
1. ↑  Karl-Eugen Kurrer: The History of the Theory of Structures. Searching for Equilibrium. Ernst & Sohn, Berlin 2018, S. 700, ISBN 978-3-433-03229-9.

| Personendaten    | Personendaten                              |
| ---------------- | ------------------------------------------ |
| NAME             | Kleinlogel, Adolf                          |
| KURZBESCHREIBUNG | deutscher Bauingenieur und Hochschullehrer |
| GEBURTSDATUM     | 16. Dezember 1877                          |
| GEBURTSORT       | Wildbad                                    |
| STERBEDATUM      | 17. Juni 1958                              |
| STERBEORT        | Darmstadt                                  |